# István Énekes
István Énekes (n. 20 februarie 1911, Budapesta, Austro-Ungaria – d. 2 ianuarie 1940, Budapesta, Ungaria) a fost un boxer ce a reprezentat Ungaria, medaliat olimpic. A participat la o ediție a Jocurilor Olimpice (1932) în care a câștigat o medalie de aur.

## Participări
Lista de mai jos prezintă principalele competiții la care a participat István Énekes de-a lungul carierei.
- boxing at the 1932 Summer Olympics – flyweight[*]